# Challapampa
Challapampa es una localidad lacustre de Bolivia, ubicada en las tierras altas del país. Administrativamente se encuentra en el municipio de Copacabana de la provincia de Manco Kapac en el departamento de La Paz.
El pueblo está ubicado a orillas del lago Titicaca, en un istmo en la parte norte de la isla del Sol. Se encuentra a una altitud de 3810 m s. n. m.

## Geografía
Challapampa se encuentra en el Altiplano boliviano entre las cadenas montañosas andinas de la Cordillera Occidental al oeste y la Cordillera Central al este. La región tiene un clima diurno distinto, con fluctuaciones medias diarias de temperatura más pronunciadas que las fluctuaciones medias estacionales.
La temperatura media anual en la región es de alrededor de 8 °C, los valores mensuales fluctúan solo ligeramente entre poco menos de 6 °C en junio/julio y 10 °C en noviembre/diciembre. La precipitación anual es de unos 700 mm, la precipitación mensual es de menos de 10 mm en los meses de junio y julio y 150 mm en enero y febrero.

## Transporte
Challapampa se ubica a 170 kilómetros por carretera al noroeste de La Paz, la sede de gobierno de Bolivia.
Desde La Paz, la carretera nacional pavimentada Ruta 2 conduce al noroeste por Huarina hasta San Pablo de Tiquina en el lago Titicaca, donde se cruza el Estrecho de Tiquina en bote y luego de un total de 147 kilómetros se llega a la ciudad de Copacabana. Los barcos de excursión van regularmente desde Copacabana a la isla del Sol. En la isla no hay circulación de vehículos. Desde la localidad de Yumani, dentro de la isla, se puede acceder por bote hacia Challapampa, o caminando 3 horas por un sendero precolombino que cruza la isla. Así mismo, desde Challapampa es posible visitar la isla de la Luna en lancha.

## Demografía
La población del pueblo ha estado sujeta a fluctuaciones significativas en las últimas dos décadas:
| Año  | Habitantes | Fuente |
| ---- | ---------- | ------ |
| 1992 | 107        | Censo  |
| 2001 | 435        | Censo  |
| 2012 | 177        | Censo  |

Debido al desarrollo poblacional histórico, la región tiene una alta proporción de población aimara, ya que en el municipio Copacabana el 94,3 % de la población habla el idioma aimara. Challapampa es una de las tres localidades de la isla del Sol, junto a Yumani y Challa.

## Turismo
La isla del Sol es uno de los destinos turísticos principales de Bolivia, del cual Challapampa forma parte. Cerca de la localidad se encuentran diferentes sitios arqueológicos, entre los cuales están: las ruinas de Chinkana, la Roca Sagrada (Titikala), la Mesa de Ceremonias y el museo de oro de la ciudad sumergida. Desde la localidad de Challapampa existe un camino de aproximadamente 1,5 km que lleva a Chinkana.